# Canton de Perpignan-3
Le canton de Perpignan-3 est une circonscription électorale française située dans le département des Pyrénées-Orientales et la région Occitanie.

## Histoire
Le canton de Perpignan-III a été créé lors du démembrement des cantons de Perpignan-Ouest et Perpignan-Est en 1973.
Il a été divisé par décret no 82-84 du 25 janvier 1982 créant le canton de La Côte Radieuse.
Sa composition est à nouveau modifiée par le décret no 85-149 du 31 janvier 1985 créant le canton de Saint-Estève.
Par décret du 26 février 2014, le nombre de cantons du département est divisé par deux, avec mise en application aux élections départementales de mars 2015. Le Canton de Perpignan-3 est conservé et voit ses limites territoriales remaniées.

## Représentation

### Conseillers généraux de 1973 à 2015
| Période | Période           | Identité         | Étiquette | Qualité |
| ------- | ----------------- | ---------------- | --------- | --- |
| 1973    | 1976              | Paul Alduy       | PS        | Diplomate, député (1956-1981) maire de Perpignan (1959-1993) Ancien conseiller général du Canton de Prats-de-Mollo-la-Preste (1955-1959) Ancien conseiller général du Canton de Perpignan-Est (1959-1973) |
| 1976    | 1982              | Simone Parrot    | PCF       | Maire d'Alénya (1965-1983) |
| 1982    | 1985              | Renée Soum       | PS        | Professeur de mathématiques de l'enseignement secondaire Députée (1981-1988) |
| 1985    | 1992              | Michel Berdaguer | CNIP      | Suppléant du député Jacques Farran, Saint-Génis-des-Fontaines |
| 1992    | 1999 (annulation) | Jean Vila        | PCF       | Chef de publicité Député (1997-2002) Maire de Cabestany depuis 1977 |
| 1999    | 2004              | Michel Coronas   | PCF       | Employé à la Caisse d'assurances familiales de Perpignan |
| 2004    | 2015              | Jean Vila        | PCF       | Maire de Cabestany depuis 1977 vice-président du conseil général |

### Conseillers départementaux depuis 2015
| Période élective | Période élective | Mandat     | Mandat    | Identité              | Nuance | Nuance | Qualité                                                                                                  |
| ---------------- | ---------------- | ---------- | --------- | --------------------- | ------ | ------ | --- |
| 2015             | 2021             | 2015       | 2021      | Françoise Fiter       |        | PCF    | Assistante sociale hospitalière retraitée Vice-Présidente du Conseil départemental, déléguée au handicap |
| 2015             | 2021             | 2015       | mars 2016 | Jean Vila (démission) |        | PCF    | Maire de Cabestany (1977-2021)                                                                           |
| 2015             | 2021             | avril 2016 | 2021      | Rémi Lacapère         |        | PCF    | Directeur de la communication à la mairie de Cabestany                                                   |
| 2021             | 2028             | 2021       | en cours  | Françoise Fiter       |        | PCF    | Conseillère sortante, 4ème Vice-Présidente du conseil départemental                                      |
| 2021             | 2028             | 2021       | en cours  | Rémi Lacapère         |        | PCF    | Conseiller sortant, 9ème Vice-Président du conseil départemental                                         |

### Résultats détaillés

#### Élections de mars 2015
À l'issue du 1er tour des élections départementales de 2015, deux binômes sont en ballottage : Françoise Fiter et Jean Vila (PCF, 38,91 %) et Alexandre Bolo et Claudine Fuentes (FN, 33,33 %). Le taux de participation est de 50,5 % (8 327 votants sur 16 488 inscrits) contre 55,72 % au niveau départemental et 50,17 % au niveau national.
Au second tour, Françoise Fiter et Jean Vila (PCF) sont élus avec 58,33 % des suffrages exprimés et un taux de participation de 52,53 % (4 665 voix pour 8 660 votants et 16 487 inscrits).

#### Élections de juin 2021
Le premier tour des élections départementales de 2021 est marqué par un très faible taux de participation (33,26 % au niveau national). Dans le canton de Perpignan-3, ce taux de participation est de 29,9 % (4 886 votants sur 16 342 inscrits) contre 35,53 % au niveau départemental. À l'issue de ce premier tour, deux binômes sont en ballottage : Olivier Guillaumon-Homs et Bénédicte Pons (RN, 34,34 %) et Françoise Fiter et Rémi Lacapere (PCF, 33,44 %).
Le second tour des élections est marqué une nouvelle fois par une abstention massive équivalente au premier tour. Les taux de participation sont de 34,36 % au niveau national, 38,03 % dans le département et 33,75 % dans le canton de Perpignan-3. Françoise Fiter et Rémi Lacapere (PCF) sont élus avec 55,18 % des suffrages exprimés (2 844 voix pour 5 516 votants et 16 343 inscrits),,. 

## Composition

### Composition de 1973 à 1982
Le canton de Perpignan-III comprenait :
- les communes d'Alénya, Cabestany, Canet-en-Roussillon, Saint-Nazaire, Latour-Bas-Elne, Saint-Cyprien et Saleilles,
- la portion du territoire de la ville de Perpignan déterminée par l'axe des voies ci-après : route nationale n° 617 Perpignan—Canet (avenue Rosette-Blanc), rues Marcel-Proust et Anne-de-Noailles, portion Est de l'avenue Jean-Mermoz, rues Chasserriau et Paul-Valéry, boulevard du Colonel-Cayrol, rue Saint-Exupéry, avenue J.-Guynemer et route nationale n° 114 et par les limites avec les communes de Canet, à l'Est, et de Cabestany, au Sud.

### Composition de 1982 à 1985
Le canton comprenait la portion de territoire de la ville de Perpignan déterminée, au Sud, par la limite communale de Perpignan ; à l'Est, par l'axe de l'avenue de Boussiren ; au Nord, par l'axe des voies suivantes : avenue Rosette-Blanc, rue Marcel-Proust, rue Anna-de-Noailles, rue Paul-Rubens, rue Chassériau, rue Paul-Valéry, boulevard du Colonel-Cayrol, rue Saint-Exupéry ; à l'Ouest, avenue Guynemer, avenue d'Argelès-sur-Mer, route nationale 114 jusqu'à la limite de la commune de Perpignan.

### Composition de 1985 à 2015
Le canton de Perpignan-3 (Saint-Gauderique) regroupait :
- la commune de Cabestany, perdue trois ans plus tôt.
- la portion de territoire de la commune de Perpignan définie par les limites territoriales des communes de Cabestany et de Saleilles ainsi que par l'axe des voies ci-après : route nationale 114, avenue d'Argelès-sur-Mer, avenue Guynemer, rue Saint-Exupéry, boulevard du Colonel-Cayrol, rue Paul-Valéry, rue Chassériau, avenue Jean-Mermoz, rue Paul-Rubens, rue Anna-de-Noailles, rue Marcel-Proust et son prolongement jusqu'à l'avenue Rosette-Blanc, avenue Rosette-Blanc, rue des Récifs, avenue des Tamaris, avenue du Grand-Large, rue Paul-Rubens, rue de la Cigale-d'Or, route de Cabestany jusqu'à la limite territoriale de la commune de Cabestany.

Quartiers de Perpignan inclus dans le canton :
- Saint-Gaudérique
- Champ de Mars
- Saint-Vincens

### Composition depuis 2015
| Nom                               | Code Insee | Intercommunalité                    | Superficie (km2) | Population (dernière pop. légale)                 | Densité (hab./km2) | Modifier                                    |
| --------------------------------- | ---------- | ----------------------------------- | ---------------- | ------------------------------------------------- | ------------------ | ------------------------------------------- |
| Perpignan (bureau centralisateur) | 66136      | CU Perpignan Méditerranée Métropole | 68,07            | Fraction : 14 021 (2022) Commune : 120 996 (2022) | 1 778              | modifier les données · modifier les données |
| Cabestany                         | 66028      | CU Perpignan Méditerranée Métropole | 10,42            | 10 414 (2022)                                     | 999                | modifier les données · modifier les données |
| Canton de Perpignan-3             | 6608       |                                     |                  | 24 435 (2022)                                     |                    | modifier les données                        |

Le canton est désormais composé de :
1. la commune de Cabestany,
2. la partie de la commune de Perpignan située au sud de l'axe des voies suivantes : depuis la limite territoriale de la commune de Cabestany, avenue Jean-Mermoz, rue des Sept-Primadie, rue Paul-Rubens, rue du Rivage, rue Las-Cobas, rue Aristide-Maillol, rue Gustave-Violet, avenue Rosette-Blanc, boulevard Jean-Bourrat, rue Montesquieu, rue Michel-de-Montaigne, rue Pierre-de-Ronsard, place Joseph-Sébastien-Pons, rue du Castillet, place de la Victoire, place de Verdun, pont Magenta, quai Sébastien-Vauban, place Gabriel-Péri, place Arago, rue de la Porte-d'Assaut, place du Pont-d'en-Vestit, rue des Augustins, place des Poilus, rue de la Fusterie, place Hyacinthe-Rigaud, rue Emile-Zola, rue de la Fontaine-Neuve, rue de la Côte-des-Carmes, place Jean-Moulin, rue Jean-Vielledent, boulevard Aristide-Briand, avenue Georges-Guynemer, rond-point du Pou-de-Les-Coulabres, avenue d'Argelès-sur-Mer, rond-point du Moulin-à-Vent, route d'Elne, jusqu'à la limite territoriale de la commune de Saleilles.

## Démographie

### Démographie avant 2015
| 1975 | 1982 | 1990   | 1999   | 2006   | 2011   | 2012   |
| ---- | ---- | ------ | ------ | ------ | ------ | ------ |
| -    | -    | 13 945 | 15 102 | 16 057 | 16 933 | 17 321 |

### Démographie depuis 2015
En 2022, le canton comptait 24 435 habitants, en évolution de −3,6 % par rapport à 2016 (Pyrénées-Orientales : +3,92 %, France hors Mayotte : +2,11 %).
| 2013   | 2018   | 2022   |
| ------ | ------ | ------ |
| 26 702 | 24 283 | 24 435 |